# Carinodes polychrous
Carinodes polychrous là một loài tò vò trong họ Ichneumonidae.